# Estatua de Halcón Negro
El indio eterno, a veces llamado la Estatua de Halcón Negro, es una escultura de 14,6 m de Lorado Taft ubicada en el Parque estatal Lowden, cerca de la ciudad de Oregón, en el estado de Illinois (Estados Unidos). Dedicada en 1911, la estatua se alza sobre el río Rock en un acantilado de 23,5 m con vista a la ciudad.
La estatua, según el artista, representa el espíritu invencible de los nativos, utilizando motivos de varias culturas tribales. Si bien no es una estatua de retrato, se inspiró en parte en la vida de Halcón Negro (1767-1838), un líder y guerrero de los sauk. En 2009, fue incluido en el Registro Nacional de Lugares Históricos.

## Historia
La estatua fue creada por el escultor Lorado Taft, a partir de 1908. Taft primero creó estudios más pequeños de lo que se convertiría en la estatua. La estatua en sí fue dedicada en 1911. Taft notó en la dedicación que la estatua parecía haber crecido del suelo. Se encuentra en el terreno donde anteriormente estaba la Eagle's Nest Art Colony, fundada por Taft en 1898. Aunque no se hizo público en el momento de la construcción, los fondos originales se agotaron antes de la finalización del trabajo y el futuro gobernador de Illinois, Frank Lowden, intervino para garantizar que la estatua se completara y erigiera.
La estatua fue planeada por Taft y varios de sus estudiantes y asociados en Art Colony, que ahora es parte del campus de Taft de la Universidad del Norte de Illinois y se encuentra junto al Parque Estatal Lowden. Un modelo original de la estatua está en exhibición permanente en el Museo Discovery Center en Rockford. Otro modelo se encuentra en la Biblioteca Pública de Oregón.

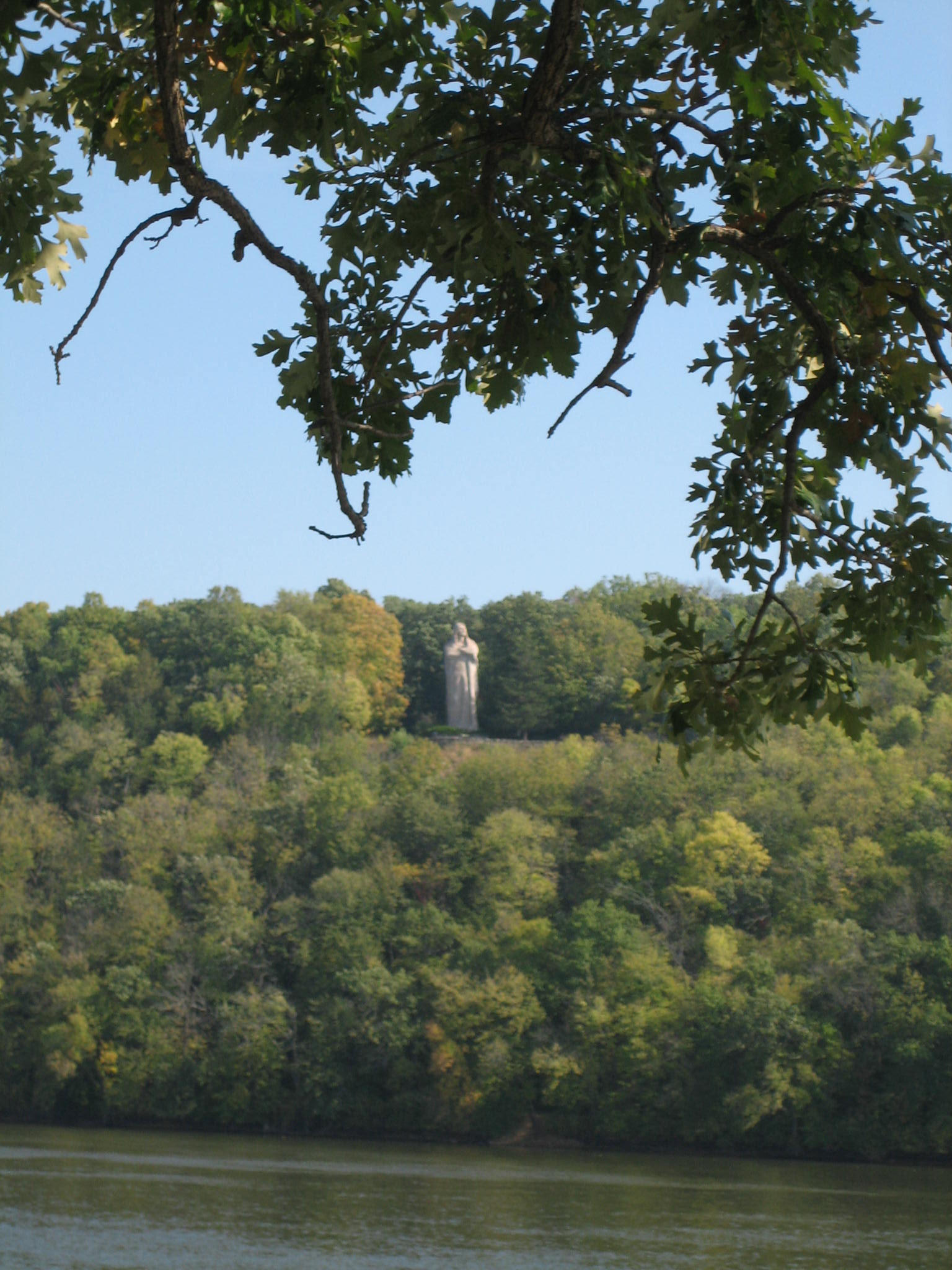
La sstatua en el parque estatal de Lowden

La estatua se encuentra a 38 m sobre el río Rock, aunque su altura solo representa 14,6 m de eso. Halcón Negro pesa 243 kg y se dice que es la segunda estatua monolítica de hormigón más grande del mundo (después del Cristo Redentor en Río de Janeiro). Lleva una manta larga y mira al otro lado del río con los brazos cruzados.
Con la ayuda de John G. Prasuhn, el joven escultor del Instituto de Arte de Chicago, Lorado Taft creó una figura de casi 15,2 m de altura, incluida una base de 1,8 m. Reforzada con varillas de hierro, la estatua hueca tiene un grosor de ocho pulgadas a 0,9 m. Se puede acceder al interior a través de una puerta en la base, aunque actualmente no se permiten visitantes dentro de la estatua. La superficie exterior compuesta de cemento, virutas de granito rosa y tamices tiene tres pulgadas de espesor.

## Interpretación
En la dedicación de la estatua el 1 de julio de 1911, Taft dijo que por las noches él y los miembros de Eagle's Nest Art Colony caminaban por el acantilado y, a menudo, se detenían en la ubicación de la estatua para disfrutar de la vista desde el acantilado. La contemplación se hizo habitual, de brazos cruzados, reposada y reverente. Halcón Negro surgió de ese estado de ánimo y actitud contemplativos. Los 15 m monolito alto, que se eleva sobre el río, sugiere un espíritu invicto a través de su composición que combina las culturas Fox, Sauk, Sioux y Mohawk. Taft dijo que la estatua se inspiró en el líder Sauk Halcón Negro, aunque no se parece al jefe.

## Inclusión en el Registro Nacional
El 5 de noviembre de 2009, la estatua de Halcón Negro se agregó al Registro Nacional de Lugares Históricos. La lista puede permitir que la estatua acceda a fondos federales para reparar las grietas que aparecen naturalmente en su superficie de concreto.

## Restauración
Más recientemente, la restauración de la estatua se completó y se desenvolvió en enero de 2020, con un costo de restauración de poco menos de 250 000 dólares.
La estatua necesitaba restauración ya que parte del hormigón se había desgastado. El Comité de la estatua de Friends of the Halcón Negro había hecho planes para comenzar el trabajo de restauración en la primavera de 2014. Aunque se retrasó, se reanudaron las pruebas de integridad física y la restauración en el verano de 2015. Los esfuerzos para restaurar la estatua se detuvieron debido a una disputa entre el director del proyecto y el conservador que trabajaba en la estatua.
Desde junio de 2016 hasta el 1 de junio de 2018, la estatua de Halcón Negro estuvo envuelta con una lona negra y cuerdas mientras languidecía sin más restauración. El Departamento de Recursos Naturales de Illinois, propietario de la estatua, no tenía fondos legislados para el proyecto y no pudo continuar. En octubre de 2017, ciudadanos preocupados se organizaron como el comité de Restauración de Halcón Negro. Varios en el comité estaban en el grupo original Friends of Halcón Negro. Tenían la intención de invitar a IDNR a hablar con la comunidad de Oregón, Illinois, pero se negaron. Eventualmente, se llevó a cabo una reunión entre el comité y el personal del IDNR. Se acordó el 28 de marzo de 2018 que IDNR quitaría el envoltorio y el Comité de Restauración de Halcón Negro comenzaría a recaudar fondos.
El 1 de junio de 2018, se retiró el envoltorio de la estatua. El 10 de mayo de 2018, la Legislatura del Estado de Illinois aprobó un presupuesto de capital que financió una subvención de 350 000 dólares a IDNR. Se estimó que las reparaciones adicionales podrían costar hasta 660 000 dólares. y que la subvención al IDNR requería fondos de contrapartida del sector público. El Comité de Restauración de Halcón Negro acordó asumir la tarea. Hasta noviembre de 2018, se habían recaudado casi 600 000 dólares, con planes para completar la restauración en agosto de 2019. La estatua ha sido nuevamente cubierta con una envoltura protectora. En diciembre de 2019, la restauración estaba casi completa.